# Risveglio nazionale indonesiano
Il Risveglio nazionale indonesiano (Kebangkitan Nasional Indonesia in indonesiano) è un termine utilizzato per indicare quel periodo della prima metà del XX secolo, durante il quale un numero sempre più crescente di persone provenienti da molte parti dell'arcipelago dell'Indonesia iniziarono a sviluppare una coscienza nazionale come "Indonesiani".
Spinti dal controllo amministrativo e commerciale di quei territori, gli olandesi si imposero fondando le colonie delle Indie orientali olandesi, assoggettando una serie di popoli che non avevano precedentemente condiviso un'identità politica unificata. All'inizio del Novecento, avevano formato i confini territoriali di uno stato coloniale che divenne il precursore dell'Indonesia moderna.
Parallelamente si svilupparono nuove organizzazioni e leadership. Con la loro politica etica, i Paesi Bassi contribuirono a creare un'élite indonesiana istruita. Questi profondi cambiamenti tra la popolazione indigena sono spesso indicati come il "Risveglio nazionale indonesiano" e furono accompagnati da un crescente attivismo politico, fino a culminare nella guerra d'indipendenza il 17 agosto 1945.